# Hamiltoniano (mecânica quântica)
Em mecânica quântica, o Hamiltoniano H é um operador cujo observável corresponde à energia total do sistema, incluindo tanto a energia cinética como a energia potencial. Como todos os observáveis, o espectro do Hamiltoniano é o conjunto de possíveis resultados quando se mede a energia total de um sistema. Como qualquer outro operador auto-adjunto, o espectro do Hamiltoniano pode ser decomposto, via suas medidas espectrais, em pontos "puros", absolutamente contínuos, e partes singulares. O espectro de pontos puros pode ser associado a autovetores, os quais por sua vez são estados ligados do sistema. Os espectros absolutamente contínuos correspondem aos estados livres. O espectro singular, curiosamente, compreende resultados fisicamente impossíveis. Por exemplo, considere-se o potencial propriamente finito, o qual admite estados ligados com energias negativas discretas e estados livres com energias positivas contínuas.